# Capena
Capena és un municipi de la ciutat metropolitana de Roma Capital de la regió italiana del Laci.

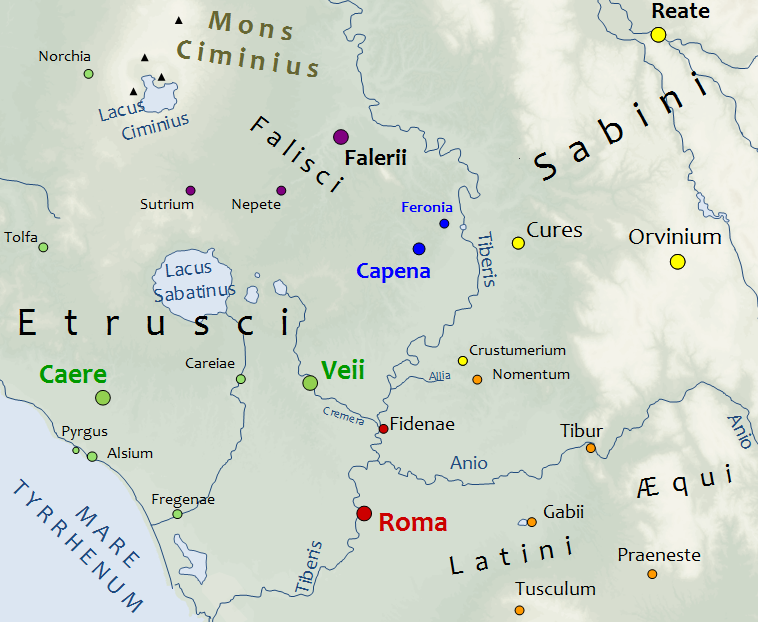
Situació de Capena

Antigament va ser una ciutat d'Etrúria situada al nord-est de Veïs i al sud-oest de Falerii i prop del peu de la muntanya de Soracte. És mencionada repetidament a la primera època de la història de Roma.
Es creu que va ser una colònia de Veïs, fundada en compliment d'un vot sagrat i més tard es va fer independent amb un territori força extens. A la darrera guerra entre Roma i Veïs, Capena i els faliscs (els habitants de Falerii i la seva regió) van estar al costat dels etruscs, i van demanar ajut a la confederació etrusca per evitar la caiguda de la ciutat segons diu Titus Livi, però els romans no van aixecar el setge de Veïs i el mateix territori de Capena va ser arrasat diverses vegades pels exèrcits de Roma.
Ocupada Veïs l'any 393 aC, Capena i Falerii van ser objectiu de Roma i Quint Servili Prisc Fidenat va envair el seu territori, però sense atacar la ciutat, fins que els seus habitants es van sotmetre. El fet devia ser decisiu ja que la ciutat no torna a ser esmentada fins a la guerra amb els gals, quan es va concedir la ciutadania romana als ciutadans de Veïs, Falerii i Capena, ciutats que van rebre territoris arrabassats als gals. Amb aquestos nous ciutadans es van crear quatre noves tribus, i els de Capena van formar part de la tribu Estel·latina, segons diu Sext Pompeu Fest.
Va continuar existint com a ciutat, encara que no se la menciona a la història, només per alguns fets incidentals. Ciceró esmenta el Capenas ager i diu que era important per la seva fertilitat, i probablement es referia a tota la zona del marge dret del Tíber. Per això el tribú de la plebs Publi Servili Rul·lus va proposar entre d'altres aquest territori per repartir entre els romans a la llei agrària coneguda com a Lex Servilia l'any 63 aC.
Aquesta llei no va tirar endavant, i més tard els territoris fèrtils van ser concedits als veterans establerts com a colons i es va dir Colonia Capys. Capena va ser municipi romà fins al temps de Luci Domici Aurelià, i després del seu govern no es menciona cap altra vegada. Probablement va quedar despoblada.
L'any 1756 un antiquari romà, de nom Galetti, va fixar la seva posició al lloc de Civitucola, que després es va dir San Martino, a uns 40 km de Roma entre la Via Flamínia i el Tíber, a la vora del riu Grammiccia. Només restava una petita part de les muralles en ruïnes però algunes inscripcions van permetre identificar que es tractava de Capena.
Al territori de Capena hi havia un bosquet on es trobava el santuari famós de la deessa Ferònia, proper a la muntanya Soracte, anomenat pels romans Lucus Feroniae i Fanum Feroniae que va donar origen a una ciutat important també anomenada Ferònia.